# Mary Elizabeth Winstead
Mary Elizabeth Winstead   (Rocky Mount, 28 de novembre de 1984) és una actriu, cantant i model estatunidenca coneguda pels seus papers en pel·lícules Sky High, Death Proof, Bobby, Black Christmas, Destinació final 3, Live Free or Die Hard i Scott Pilgrim vs The World, i pel seu paper protagonista en la sèrie The Returned. Va ser nominada pel Premis Young Artist per la seva actuació a Passions.
El seu primer paper significatiu fou com Jessica Bennett en la soap opera de l'NBC Passions (1999–2000) i continuà apareixent en sèries de televisió com ara Tru Calling (2004) i films com ara el de superherois Sky High (2005). Va augmentar augmentar la seva popularitat com Scream Queen per mor dels seus papers en sèries de terror Wolf Lake (2001–2002), la pel·lícula de monstres gegants Monster Island (2004), la producció de terror sobrenatural Destinació final 3 (2006), l'slasher film Black Christmas (2006) i la pel·lícula d'explotació Death Proof (2007).

## Joventut
Primers anys de vida
Mary Elizabeth Winstead va néixer Carolina del Nord, de Betty Lou (de soltera Knight) i James Ronald Winstead i és la més jove de cinc fills. El seu avi, Ambler William Winstead, era cosí de l'actriu Ava Gardner. Quan tenia cinc anys, la seva família es va traslladar a Sandy, Utah, on va assistir a la Primaria Peruvian Park i va prendre classes avançades. Va estudiar dansa en un programa d'estiu del Joffrey Ballet a Chicago i va cantar a l'International Children's Choir. Durant la seva joventut, esperava seguir una carrera com a ballarina i va aparèixer en produccions de ballet locals. Quan va entrar a l'adolescència, es va veure obligada a deixar el ballet a causa de la seva alçada. Més tard va dir: 
| « | "Em vaig adonar molt aviat que ja era massa alt quan tenia 13 anys... Ja saps, el teu cos ha de romandre així tota la vida, i és molt dur per als teus músculs i els teus ossos." | » |

En adonar-se d'una carrera de dansa era poc probable, es va dedicar a actuar. Com que encara era una adolescent en aquell moment, això va obligar-la a ser educada a casa durant la major part de l'escola secundària.

## Carrera
Actuació 1997–2004

Winstead va aparèixer en una producció de Joseph and the Amazing Technicolor Dreamcoat protagonitzada per Donny Osmond. Després de la seva breu actuació en aquest programa, Winstead va començar a fer aparicions en diverses sèries de televisió i va guanyar papers com a convidat a Touched by an Angel i Promised Land. Va guanyar el seu primer paper important com Jessica Bennett a la telenovel·la de la NBC Passions, de 1999 a 2000. Va marxar per dedicar-se a altres interessos, i després va afirmar: 
| « | "Realment vaig tenir un dels papers més petits a Passions, així que no vaig aconseguir-ho massa. implicat... vaig poder marxar amb força facilitat". | » |

El següent paper significatiu televisiu de Winstead va ser a la sèrie dramàtica de curta durada de la CBS Wolf Lake (2001–02), com a filla del personatge de Tim Matheson. La sèrie va ser cancel·lada després de deu episodis. El 2004, Winstead va tenir un paper secundari a la pel·lícula per a televisió de MTV Monster Island. Se li va oferir un paper a la pel·lícula A Cinderella Story (Una Ventafocs moderna), però la va rebutjar perquè acabava de graduar-se de l'escola i anava a un creuer amb amics (on va conèixer a Riley Stearns, el seu futur marit).

## 2005–2011
Després d'un paper menor a la comèdia independent Checking Out (2005), va assumir un paper més important com a gran de l'escola convertida en l'antagonista principal a la pel·lícula de Walt Disney Pictures Sky High, sobre una escola aerotransportada per a superherois adolescents. Winstead va dir del seu paper: "Vaig rebotar. Jo era l'heroina dels companys o el company dels herois." La pel·lícula es va estrenar el 29 de juliol de 2005, rebent crítiques favorables i un pressupost de 35 milions de dòlars EUA, va recaptar 63,9 milions de dòlars a nivell nacional.
Winstead va començar a treballar amb els cineastes James Wong i Glen Morgan, coneguts anteriorment per les seves contribucions a The X-Files. Va protagonitzar la pel·lícula de terror Destinació final 3 del 2006 (que Wong va dirigir i va produir Morgan) com el personatge principal Wendy Christensen, l'"heroïna assetjada que experimenta la premonició" que posa la història en moviment. La producció va ser un èxit comercial, però va rebre una resposta mixta de la crítica. L'actuació de Winstead va ser positiva entre els crítics; James Berardinelli va declarar que "fa un treball tan competent com es podria esperar en aquestes circumstàncies tan greus", mentre que Felix Gonzalez, Jr. la va trobar "simpàtica" en el seu paper. Winstead tornaria a col·laborar amb Morgan i Wong més tard aquell any, a la pel·lícula slasher Black Christmas. La pel·lícula, un remake solt de la pel·lícula homònima de 1974, segueix un grup de germanes que són assetjades i assassinades pels antics habitants de la casa durant una tempesta d'hivern. Va rebre males crítiques, però li va valer una nominació per Scream Queen als "Scream Awards 2007". Winstead va tenir l'oportunitat d'enganyar a les reines dels crits de terror quan l'amfitrió de Tonight Show, Jay Leno, sense saber qui era, va trucar a la seva porta principal i la va incloure en un segment de comèdia falsificant pel·lícules de terror.
Va aparèixer a Bobby d'Emilio Estevez, una pel·lícula de 2006 que representava les últimes hores de Robert F. Kennedy. Winstead es va interessar en Bobby després de saber que Anthony Hopkins apareixeria a la pel·lícula. Un èxit moderat de taquilla en cinemes seleccionats, Bobby va rebre crítiques diverses amb moltes crítiques dirigides al guió de la pel·lícula. El repartiment de la pel·lícula va ser nominat al premi "Screen Actors Guild al millor repartiment en una pel·lícula", però va guanyar el premi del "Festival de Cinema de Hollywood" al millor repartiment.
El 2007, Winstead va aparèixer en un parell de pel·lícules d'esdeveniments d'alt perfil. Quentin Tarantino la va presentar com una actriu ben intencionada però ingenua i ingenua a Death Proof, el seu segment d'alta velocitat de l'explotació de terror de doble funció Grindhouse. Va aparèixer al costat de Rosario Dawson, Tracie Thoms, Zoë Bell i Kurt Russell a la segona part de la pel·lícula, que seguia a un home psicòpata, interpretat per Russell, que assetjava i assassinava dones joves. És la segona pel·lícula que presenta Winstead amb Russell (després de Sky High), encara que només va filmar escenes amb Dawson, Thoms i Bell. La producció va tenir un rendiment inferior a nivell comercial, però va atreure un gran rebombori mediàtic i elogis de la crítica, La revista Variety va assenyalar que Death Proof "demostra la seva vàlua com a característica autònoma" i va trobar que l'"aparició" de Winstead era "un avantatge agradable" a la pel·lícula. La seva següent aparició al cinema de l'any va ser al costat de Bruce Willis a Live Free or Die Hard, interpretant la filla separada de John McClane, Lucy. La pel·lícula va recaptar 383,5 milions de dòlars i va ser molt aclamada.
Va protagonitzar un paper principal a Make It Happen, una pel·lícula de dansa. La pel·lícula va ser directament en DVD als Estats Units, i va sortir malament en el seu llançament al Regne Unit. No obstant això, va resultar una delícia per a Winstead, que una vegada va somiar amb ser ballarina. Els crítics van coincidir que ella era el millor actiu de la pel·lícula. El revisor Mike Martin va escriure: "Winstead infon cada moment amb una quantitat increïble d'encant". Matthew Turner de ViewLondon va escriure: "Winstead compensa la mala direcció generalment".
Winstead va protagonitzar al costat de Michael Cera la pel·lícula Scott Pilgrim vs. The World, una adaptació del còmic Scott Pilgrim, sota la direcció d'Edgar Wright. El seu paper era Ramona Flowers, una misteriosa repartidora i l'interès amorós de Scott. Winstead va fer un entrenament de lluita durant dos mesos i va realitzar la majoria de les seves pròpies acrobàcies. El rodatge es va produir des de març fins a l'agost de 2009 i la pel·lícula es va estrenar a finals de 2010, amb l'aclamació de la crítica, però amb pobres reculls de taquilla. L'actuació de Winstead va ser ben rebuda en general i li va valer una nominació als Premis Teen Choice per "Choice Actress Action".
Winstead va ser la protagonista de la pel·lícula preqüela del 2011 de The Thing de 1982, que va seguir un grup de científics que descobreixen un extraterrestre enterrat en les profunditats del gel de l'Antàrtida, adonant-se massa tard que encara és viu. Winstead va retratar la paleontòleg Dra. Kate Lloyd, un personatge que ella va basar en la seva germana, una neuròleg. La producció va rebre una estrena en cinemes als Estats Units el 14 d'octubre de 2011, obtenint una recepció crítica variada i poc interès comercial. Els crítics van destacar a Winstead pels elogis en la seva actuació, amb Las Vegas Weekly afirmant que "és una protagonista atractiva, i Kate es presenta com a competent sense ser embolicada en algun paper d'heroina d'acció improbable".

## 2012–2014
Winstead va aparèixer al costat d'Aaron Paul a Smashed, un drama independent dirigit per James Ponsoldt sobre una parella alcohòlica casada (Paul i Winstead) la relació de la qual es posa a prova quan la dona decideix posar-se sobria. Va dir que la pel·lícula es va rodar en 19 dies. Projectada durant el Festival de Cinema de Sundance de 2012, l'actuació de Winstead va guanyar les seves crítiques entusiastes, amb JoBlo.com anomenant-la: "el tipus d'actuació que podria merèixer un premi si se li donava el tipus d'acumulació adequat per qualsevol que sigui. l'estudi ho recull". La pel·lícula es va estrenar a les sales el 12 d'octubre de 2012, i va veure Winstead guanyant el premi del Festival Internacional de Cinema de Dallas a la millor actriu. Durant una entrevista promocional de la pel·lícula amb el lloc web Collider, va expressar l'orgull de treballar en un projecte independent: 
| « | "És una cosa que he estat intentant fer durant anys i anys […] És gairebé com la meva primera pel·lícula d'una manera estranya, perquè és la meva primera pel·lícula en aquest món, que és un món en el qual he estat intentant entrar. [He volgut] estar al costat de cineastes que estan provant coses noves i no formen part del sistema, per dir-ho d'alguna manera, i estan fent les coses als seus propis termes." | » |

Winstead va interpretar el paper de Mary Todd Lincoln al costat de Benjamin Walker a Abraham Lincoln: Vampire Hunter. La pel·lícula, també estrenada el 2012, va rebre una resposta crítica variada mentre va fracassar a la taquilla. No obstant això, els crítics van elogiar l'actuació de Winstead. El San Jose Mercury News va anomenar Winstead "una destacada", i el crític de cinema de l'Illinois Times va escriure: "Winstead humanitza Mary [Todd Lincoln] donant-li un enginy ardent i un sentit de resolució davant d'una adversitat considerable". Winstead va ser elogiat per les escenes al costat de Benjamin Walker, amb Little White Lies escrivint que compartien: "una dolça química que dona al seu grapat d'escenes una calidesa entranyable". El 2012, Winstead i Topher Grace van aparèixer a The Beauty Inside, una "pel·lícula social interactiva". Es va dividir en sis episodis filmats intercalats amb narracions interactives, tot a la línia de temps de Facebook d'Alex (el personatge principal). Es desperta cada dia amb un aspecte diferent; Winstead va aparèixer com a Leah, l'interès amorós d'Alex. La sèrie web va servir com a campanya publicitària per a Intel i Toshiba; va funcionar del 16 d'agost al 20 de setembre de 2012.

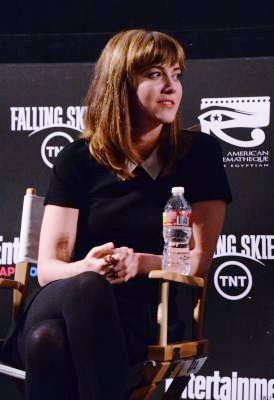
Guanyat a l'Entertainment Weekly Cape Town Film Festival

Winstead també va participar a "A Glimpse Inside the Mind of Charles Swan III" (2013) de Roman Coppola, com a Kate, "la millor amiga de la xicota [de Charlie Sheen] que acaba de trencar amb ell. Ella no és tan favorable a la seva relació". La pel·lícula la va reunir amb Jason Schwartzman i Aubrey Plaza, els seus col·laboradors a Scott Pilgrim vs. Winstead va protagonitzar després amb Adam Scott, Richard Jenkins, Jane Lynch, Jessica Alba, Amy Poehler i Catherine O'Hara a A.C.O.D. (2013), interpretant Lauren Stinger, la "núvia de molt de temps de Carter (Scott) i el rock en la seva vida cada cop més caòtica". Tot i que la pel·lícula va rebre crítiques diverses, l'actuació de Winstead va ser destacada pel Washington. Publicació: "Winstead aporta una profunditat sorprenent a un petit paper, en el qual no té molt a fer excepte esperar que el seu xicot creixi, o almenys deixar anar el seu cinisme sobre l'amor". El crític de Screen Rant, Ben Kendrick, va escriure. : "[Winstead] i [Alba] també ofereixen les seves contribucions, tot i que els seus dos personatges estan dissenyats principalment per ser miralls perquè Carter examini la seva pròpia vida i les seves eleccions." A Glimpse Inside the Mind of Charles Swan III i A.C.O.D. tots dos van rebre una actuació teatral limitada a Amèrica del Nord.
Winstead va col·laborar de nou amb James Ponsoldt a The Spectacular Now (2013) com a Holly, la germana del personatge principal de Miles Teller. Va aparèixer amb Brie Larson, la seva coprotagonista a Scott Pilgrim vs. the World, i amb Shailene Woodley, Kyle Chandler i Bob Odenkirk. La pel·lícula va obtenir elogis de la crítica i va ser un èxit artístic. A continuació, Winstead va repetir breument el seu paper a la pel·lícula A Good Day to Die Hard (també 2013), rodant les seves escenes en només un dia. Winstead va declarar en una entrevista a Yahoo! que ella no esperava una altra seqüela però "[es va divertir repetint] la relació pare-filla." L'escena de Winstead només estava disponible en la versió teatral, i va ser tallada de la versió sense classificació.

El 2014, Winstead va rebre el paper principal a Alex of Venice, dirigida per Chris Messina i escrita per Jessica Goldberg. Va interpretar "una advocada mediambiental que es queda per criar sola al seu fill de 12 anys després que el seu marit s'enfonsés". En estrenar-se al 57è Festival Internacional de Cinema de San Francisco, les crítiques de la pel·lícula van ser majoritàriament positives, amb molts crítics van elogiar el paper de Winstead en ell; La revista Variety va qualificar la seva actuació d'"extraordinària", dient que la pel·lícula: "pertany a Winstead, la interpretació en clau menor de la qual resulta tan convincent com el seu treball pesat a Smashed. La metamorfosi gradual d'Alex. convertint-se en una dona jove més rica i plenament realitzada, s'aconsegueix amb centenars de petites pinzellades emocionals, recorrent la seva salut de la noia del costat en patrons sempre canviants". El lloc web Twitch Film va escriure:
[Winstead] ha madurat des dels seus primers papers en pel·lícules de terror, fins a una tarifa més impressionant com Smashed. Té gràcia, coratge, sap com emocionar el públic i la càmera l'estima. Tot i que el seu currículum fins ara és una barreja de superproduccions (Final Destination 3, Live Free or Die Hard) i preferits de l'indie (Scott Pilgrim vs. the World), això canviarà a mesura que continuï creixent en la seva carrera profundament florida. Aquesta és una actriu preparada per fer grans coses. Com a Alex, sempre té un aspecte de determinació, fins i tot quan està esgotada i perdent les noves batalles que se li llencen: aprendre a estar sola, cuidar la seva família i mantenir la feina per la qual ha treballat tota la vida. L'Àlex és una ànima tendra, però fa tot el possible per mantenir-lo unit. És un tret admirable que no molts poden fer, i molt menys ser desafiats.
 El 2014, Winstead va protagonitzar el llargmetratge debut de Stearns Faults. Winstead i el seu coprotagonista Leland Orser van ser elogiats per les seves actuacions, amb Film School Rejects que la va qualificar d'"actuació excepcional" i Indiewire va dir: "L'expressió inescrutable [de Winstead] personifica l'atractiu enigmàtic d'aquesta pel·lícula única", i fins i tot "es troba entre ella". millor". A continuació, Winstead va ser repartit al costat de Jeremy Renner i Rosemarie DeWitt a Kill the Messenger. El thriller explica la història real del periodista d'investigació Gary Webb. Winstead va interpretar Dawn Garcia, editora de Webb al San Jose Mercury News. Va rebre una estrena limitada als cinemes el 10 d'octubre de 2014, amb crítiques favorables però poc interès comercial.

## 2015-present
Al gener de 2015, Winstead ja havia estat seleccionat com a sèrie habitual del remake nord-americà d'A&E de la sèrie dramàtica francesa The Returned, amb Sandrine Holt i Agnes Bruckner. L'espectacle adaptat va seguir els residents d'una petita ciutat les vides del qual es veuen alterades quan comencen a reaparèixer persones que han estat mortes durant molts anys. Es va estrenar el 9 de març de 2015, per a una sèrie de 10 episodis, sobretot amb l'aclamació de la crítica. La sèrie va ser cancel·lada després de la seva primera temporada, però, a causa de les baixes qualificacions. També el 2015, també va fer una aparició com a convidada a l'episodi del 6 d'agost de Comedy Bang! Bang! ("Mary Elizabeth Winstead porta una faldilla A-Line i unes botes negres punxegudes").
A continuació, Winstead va interpretar el paper principal de Mary Phinney al drama de drets civils de PBS Mercy Street. La sèrie de sis parts, sobre dues infermeres voluntàries en bàndols oposats de la Guerra Civil, es va estrenar sota demanda el 14 de gener de 2016 i va fer el seu debut a l'emissió tres dies després, el 17 de gener. Va valorar favorablement entre els crítics, que també van elogiar l'actuació de Winstead; La revista Variety la va descriure com el "centre intel·ligent i capaç al voltant del qual gira Mercy Street" i, per tant, va assenyalar que era "tan bona que és difícil no desitjar que el programa hagués reduït el gran nombre d'històries que intenta oferir en les seves sis entregues.'". El programa es va renovar per a una segona temporada, que es va estrenar el 22 de gener de 2017 i es va cancel·lar després de la seva emissió final.
Winstead va encapçalar el thriller psicològic 10 Cloverfield Lane, apareixent com Michelle, una dona reclusa en un refugi amb dos homes, que afirmen que el món exterior està afectat per un atac químic generalitzat. La pel·lícula, dirigida per Dan Trachtenberg, es va estrenar l'11 de març de 2016, amb una acollida àmpliament positiva per part de la crítica que, segons el lloc "web Rotten Tomatoes", va coincidir que la pel·lícula "aprofita al màxim el seu ambient confinat i el seu repartiment excepcional". Daily Express va trobar Winstead "simpàtica" i va remarcar que "crea un personatge intel·ligent i enginyós", mentre que l'escriptor James Berardinelli la va anomenar una "bona elecció" per interpretar l'heroïna ja que és "forta però femenina". 10 Cloverfield Lane va tenir el debut més alt a la taquilla de Winstead en un paper protagonista, amb més de 24 milions de dòlars recaptats el cap de setmana d'obertura; va arribar a recaptar 72 milions de dòlars a Amèrica del Nord i 110,2 milions de dòlars a tot el món.
Winstead va aparèixer a Swiss Army Man, una comèdia-drama independent dirigida per Daniel Kwan i Daniel Scheinert. La pel·lícula, protagonitzada conjuntament per Daniel Radcliffe i Paul Dano, segueix un home desesperat encallat en una illa que es fa amic d'un aparent cadàver mentre intenta tornar a casa. Es va estrenar al Festival de Cinema de Sundance de 2016 i es va estrenar en cinemes seleccionats el 24 de juny, amb una acollida positiva. Winstead també va tenir un paper a la comèdia dramàtica a petita escala de John Krasinski The Hollars, al costat de Richard Jenkins, Anna Kendrick, Mary Kay Place i Margo Martindale. Va interpretar l'ex-núvia del novel·lista gràfic de la ciutat de Nova York de Krasinski, que torna a la seva ciutat natal després d'assabentar-se que la seva mare ha caigut malalta. Igual que Swiss Army Man, la producció es va projectar a Sundance i va rebre una estrena limitada als cinemes als Estats Units l'agost de 2016.
Winstead va aparèixer al thriller de còmics polítics de la CBS BrainDead, com el personatge principal Laurel, "la filla d'una dinastia política demòcrata que va deixar Washington, DC per convertir-se en cineasta de documentals, però es torna al negoci familiar quan el seu germà necessita ajuda política". La sèrie va rebre crítiques lleugerament positives per part de la crítica, amb la revista New York que va qualificar el càsting de Winstead com la "decisió més intel·ligent que van prendre els responsables", i The A.V. Club va dir que "és una heroïna formidable i eminentment observable". Malgrat una resposta crítica en gran manera positiva, la sèrie va debutar amb índexs d'audiència poc brillants i després de l'emissió de la seva primera temporada de 13 episodis, CBS va anunciar la seva cancel·lació.

Winstead va protagonitzar al costat d'Ewan McGregor a la tercera temporada de Fargo com a Nikki Swango, "una astuta i seductora llibertat condicional recent amb una passió per jugar al bridge competitiu amb un pla, centrada a estar sempre almenys un moviment per davant dels seus oponents'0'". La temporada se situa al voltant de desembre de 2010 a Minnesota i segueix la vida dels papers de parella criminal de McGregor i Winstead; es va estrenar el 19 d'abril de 2017, amb crítiques positives. En una entrevista a Variety, Winstead va parlar del personatge: 
| « | "Mai havia interpretat un personatge com aquest. Un cop vaig estar al plató i ho vaig fer, va ser molt fàcil, però vaig necessitar que tots els elements s'unís per sentir-me segur i segura i còmode." | » |

 L'octubre de 2017, Deadline va informar que Winstead protagonitzaria la comèdia fosca semiautogràfica All About Nina, al costat del raper Common. La pel·lícula es va projectar al Festival de Cinema de Tribeca l'abril de 2018 i va guanyar crítiques entusiastes de Winstead, amb The Hollywood Reporter la va qualificar d'"una altra actuació impressionant de Mary Elizabeth Winstead" i li va valer una nominació per a "Bravest Performance at the Alliance" de dones periodistes de cinema.
El desembre de 2017, es va informar que Winstead coprotagonitzaria The Parts You Lose; el thriller romàntic la va veure reunir-se amb el seu coprotagonista de Smashed, Aaron Paul. El gener de 2018, es va informar que Winstead va ser elegida com a protagonista femenina al costat de Will Smith a Gemini Man. La pel·lícula, dirigida per Ang Lee, es va estrenar als Estats Units l'11 d'octubre de 2019 per Paramount Pictures. A finals de setembre de 2018, es va anunciar que Winstead interpretaria a Huntress a Warner Bros. Pel·lícula de Birds of Prey ("And the Fantabulous Emancipation of One Harley Quinn"). Dirigida per Cathy Yan i protagonitzada per Margot Robbie, que va repetir el seu paper de Harley Quinn, la pel·lícula es va estrenar el febrer de 2020.
El febrer de 2019, es va revelar que Winstead també és la veu protagonista de la sèrie d'antologia animada per a adults de Netflix Love, Death & Robots. La sèrie la va veure reunir-se amb la coprotagonista de The Beauty Inside junt a Topher Grace i es va estrenar el 15 de març.
L'abril de 2019, Winstead es va unir al repartiment de la pel·lícula d'acció de Netflix Kate com a personatge principal principal. La pel·lícula es va estrenar el setembre de 2021 amb crítiques tèbies, però Winstead va ser elogiada per la seva actuació.
El gener de 2022, Winstead es va afegir al repartiment de la sèrie Ahsoka de Disney+ Star Wars. També està programada per coprotagonitzar amb Xochitl Gomez el segon llargmetratge de Jonathan i Josh Baker, Ursa Major, basat en un guió original de Patrick Somerville, per a XYZ Films.

## Cantant
Winstead havia expressat el seu interès per cantar, però inicialment no tenia previst fer-ho com a carrera. 
| « | "En realitat no seria mai cantant, però és una cosa que sempre he estimat." | » |

Per la seva part a Death Proof de 2007, Tarantino va fer que Winstead cantés una versió a capella de l'èxit de "The Shirelles". "Baby, ets tu". Se li va demanar sense previ avís que interpretés la cançó i, segons es diu, el repartiment va ser "espatllat" pel seu cant. Winstead i el productor musical Thai Long Ly finalment van co-escriure una cançó, anomenada "Warmth of Him". Tot i que es rumorejava que era un senzill de pre-estrena, Winstead va confirmar que només estava explorant el seu interès i que en aquell moment no tenia previst llançar cap àlbum de música.

## Tens una noia
Article principal: Tinc una noia (anglès)

En una entrevista a la revista Complex per al número de juny/juliol de 2012, Winstead va revelar que estava treballant amb Dan the Automator i que de fet planejava llançar un àlbum de música. El duet va formar la banda "Got a Girl" l'any següent i va llançar la seva demo "You & Me" el 21 de maig de 2013. L'àlbum, titulat I Love You but I Must Drive Off This Cliff Now, es va publicar el 22 de juliol de 2014 a través de Bulk Recordings. El primer senzill, "Did We Live Too Fast" es va estrenar el 3 de juny i el seu vídeo musical, dirigit per Hope Larson, es va estrenar en línia el 16 de juny. L'àlbum compta amb grans influències de la música pop francesa, amb Winstead detallant que la inspiració darrere del projecte prové del "pop francès dels anys 60, Jane Birkin, i coses així. Està una mica casat amb la sensibilitat de Dan, que són els seus ritmes i una mica. una mica d'aquest ambient hip-hop discret. Així que crea una cosa que és molt únic; és molt relaxant i lleuger. Té una mica de qualitat francesa." Totes les lletres van ser escrites per Winstead mentre totes La música va ser composta per Dan the Automator.

## Aparicions com a convidada
Winstead també va aparèixer a les cançons "The Agony" i "Look Across The Sky" del segon àlbum d'estudi Event 2 de Deltron 3030, publicat el 30 de setembre de 2013.
El novembre de 2016, Honus Honus de la banda experimental Man Man va llançar una cançó a SoundCloud, "Santa Monica", que inclou Winstead. El desembre de 2016, "Portugal. The Man" va llançar el senzill i el vídeo de "Noise Pollution (Version A, Vocal Up Mix 1.3)'" del seu àlbum Woodstock, amb Winstead i Zoe Manville.

## Vida personal
El 2010, Winstead es va casar amb la cineasta Riley Stearns, a qui havia conegut als divuit anys en un creuer oceànic. Va protagonitzar i va produir el primer llargmetratge de Stearns, Faults, el 2014. Va anunciar la seva separació el maig de 2017 i el seu divorci es va concretar més tard aquell mateix any.
L'octubre de 2017 es va informar que estava en una relació amb l'actor escocès Ewan McGregor, a qui havia conegut al plató de Fargo. El seu fill, Laurie, va néixer el 27 de juny de 2021. Winstead i McGregor es van casar l'abril de 2022.

## Filmografia
Llargmetratge
| Any  | Títol                                         | Rol                                              | Notes                            | Ref.            |
| ---- | --------------------------------------------- | ------------------------------------------------ | -------------------------------- | --------------- |
| 2005 | The Ring Two                                  | Young Evelyn Borden (de soltera Osorio)          | Només versió sense classificació |                 |
| 2005 | Checking Out                                  | Lisa Apple                                       |                                  |                 |
| 2005 | Sky High                                      | Gwen Grayson / Royal Pain / Sue "Tenny" Tennyson |                                  |                 |
| 2006 | Final Destination 3                           | Wendy Christensen                                |                                  | [ 17 ]          |
| 2006 | Bobby                                         | Susan Taylor                                     |                                  |                 |
| 2006 | Black Christmas                               | Heather Fitzgerald                               |                                  |                 |
| 2006 | Factory Girl                                  | Ingrid Superstar                                 |                                  |                 |
| 2007 | Death Proof                                   | Lee Montgomery                                   |                                  |                 |
| 2007 | Live Free or Die Hard                         | Lucy Gennero-McClane                             |                                  |                 |
| 2008 | Make It Happen                                | Lauryn Kirk                                      |                                  |                 |
| 2010 | Scott Pilgrim vs. the World                   | Ramona Flowers                                   |                                  |                 |
| 2011 | The Thing                                     | Dr. Kate Lloyd                                   |                                  |                 |
| 2012 | Smashed                                       | Kate Hannah                                      |                                  |                 |
| 2012 | Abraham Lincoln: Vampire Hunter               | Mary Todd Lincoln                                |                                  |                 |
| 2013 | A Glimpse Inside the Mind of Charles Swan III | Kate                                             |                                  |                 |
| 2013 | The Spectacular Now                           | Holly Keely                                      |                                  |                 |
| 2013 | A.C.O.D.                                      | Lauren Stinger                                   |                                  |                 |
| 2013 | A Good Day to Die Hard                        | Lucy Gennero-McClane                             | Només versió teatral             |                 |
| 2014 | Faults                                        | Claire                                           | També productora                 |                 |
| 2014 | Alex of Venice                                | Alex Vedder                                      |                                  |                 |
| 2014 | Kill the Messenger                            | Anna Simons                                      |                                  |                 |
| 2014 | Showing Up                                    | Herself                                          | Documental                       |                 |
| 2016 | Swiss Army Man                                | Sarah Johnson                                    |                                  |                 |
| 2016 | The Hollars                                   | Gwen                                             |                                  |                 |
| 2016 | 10 Cloverfield Lane                           | Michelle                                         |                                  |                 |
| 2018 | All About Nina                                | Nina Geld                                        |                                  | [ 128 ]         |
| 2019 | Gemini Man                                    | Danielle "Danny" Zakarewski                      |                                  | [ 133 ] [ 162 ] |
| 2019 | The Parts You Lose                            | Gail                                             |                                  | [ 132 ]         |
| 2020 | Birds of Prey                                 | Helena Bertinelli / The Huntress                 |                                  | [ 136 ]         |
| 2021 | Kate                                          | Kate                                             |                                  | [ 163 ]         |
| 2022 | Ursa Major                                    | Charlie                                          |                                  | [ 164 ]         |

Curtmetratges
| Any  | Títol                 | Rol                | Notes                      | Ref. |
| ---- | --------------------- | ------------------ | -------------------------- | ---- |
| 2008 | Stop/Eject            | Elizabeth          |                            |      |
| 2011 | Cost of Living        | The Computer (veu) |                            |      |
| 2011 | Magnificat            | Lynn               | També productora executiva |      |
| 2012 | Casque                | Girl               |                            |      |
| 2013 | The Cub               |                    | Només productora executiva |      |
| 2016 | So It Goes            | Samantha           |                            |      |
| 2019 | The Cloverfield Files | Michelle           | Només imatges d'arxiu      |      |

Televisió
| Any       | Títol                                   | Rol                     | Notes                                                       | Ref.            |
| --------- | --------------------------------------- | ----------------------- | ----------------------------------------------------------- | --------------- |
| 1997      | Touched by an Angel                     | Kristy                  | Episodi: "A Delicate Balance"                               |                 |
| 1998      | Promised Land                           | Chloe                   | Episodis: "Recycled", "Denver: Welcome Home"                |                 |
| 1999–2000 | Passions                                | Jessica Bennett         | Regular rols; 89 episodis                                   |                 |
| 1999      | The Long Road Home                      | Annie Jacobs            | Television film                                             |                 |
| 2000      | Father Can't Cope                       | Tara                    | Pilot                                                       |                 |
| 2001–2002 | Wolf Lake                               | Sophia Donner           | Paper principal                                             |                 |
| 2003      | Then Came Jones                         | Rina                    | Television film                                             |                 |
| 2004      | Tru Calling                             | Bridget Elkins          | Episodi: "Closure"                                          |                 |
| 2004      | Monster Island                          | Madison                 | Television film                                             |                 |
| 2012      | The Beauty Inside                       | Leah                    | Web series                                                  |                 |
| 2015      | Exposed                                 | Anna Loach              | Pilot                                                       |                 |
| 2015      | Quarry                                  | Joni                    | Unsold TV pilot                                             | [ 165 ]         |
| 2015      | The Returned                            | Rowan Blackshaw         | Paper principal                                             |                 |
| 2015      | Comedy Bang! Bang!                      | Ella mateixa            | Episod': "Mary Elizabeth Winstead Wears an A-Line Skirt..." |                 |
| 2016      | Brad Neely's Harg Nallin Sclopio Peepio | Estrella invitada (veu) | Episodi: "For Streep"                                       | [ 166 ]         |
| 2016      | BrainDead                               | Laurel Healy            | Paper principal                                             |                 |
| 2016–2017 | Mercy Street                            | Mary Phinney            | Ella mateixa                                                |                 |
| 2017      | Fargo                                   | Nikki Swango            | Paper principal (season 3); 9 episodes                      |                 |
| 2017      | Danger & Eggs                           | Trix Blixon             | Veu; Episodi: "The Big Z/Trix Blixon"                       |                 |
| 2019      | Love, Death & Robots                    | Gail                    | Episodi: "Ice Age"                                          | [ 137 ]         |
| 2021      | The Late Late Show with James Corden    | Ella mateixa            | Episodi: "Drew Barrymore; Mary Elizabeth Winstead"          | [ 167 ]         |
| 2023      | Ahsoka                                  | Hera Syndulla           |                                                             | [ 168 ] [ 169 ] |

Vídeos musicals
| Any  | Títol                                           | Artista           | Ref.    |
| ---- | ----------------------------------------------- | ----------------- | ------- |
| 2010 | "Love Your Flawz"                               | Caitlin Crosby    | [ 170 ] |
| 2014 | "Did We Live Too Fast"                          | Got a Girl        |         |
| 2016 | "Noise Pollution (Version A, Vocal Up Mix 1.3)" | Portugal. The Man |         |
| 2017 | "Santa Monica"                                  | Honus Honus       |         |